# Список министров иностранных дел Испании
Данный список представляет лиц, ответственных в правительстве Испании за внешнюю политику со времён короля Филиппа V по настоящее время. С 1714 года по 1833 год должность официально называлась «первый государственный секретарь Испании». C 1833 года по 1938 год должность носила наименование «государственный министр Испании». С 1938 года по 2004 год должность называлась «министр иностранных дел Испании». C 2004 года должность называется «министр иностранных дел, Европейского союза и международного сотрудничества Испании» (исп. Ministro de Asuntos Exteriores, Unión Europea y Cooperación). С 12 июля 2021 года пост занимает Хосе Мануэль Альбарес.

## Первый государственный секретарь Испании (1714—1833)
Курсивом и серым цветом выделены лица, временно замещавшие должность.
| Портрет | Фамилия | Срок полномочий       | Срок полномочий       | Срок полномочий                 | Монарх                         |
| Портрет | Фамилия | Вступил в должность   | Покинул должность     | Дни                             | Монарх                         |
| --- | --- | --------------------- | --------------------- | ------------------------------- | ------------------------------ |
| | Хосе де Гримальдо и Гутьеррес де Солорсано, маркиз Гримальдо исп. José de Grimaldo y Gutiérrez de Solórzano, marqués de Grimaldo (1660?—1733)                  | 3 декабря 1714 года   | 14 января 1724 года   | 3329                            | Король Филипп V (1700—1724)    |
| | Хуан Баутиста де Орендайн и Аспиликуэта исп. Juan Bautista de Orendáin y Azpilicueta (1683—1734)                                                               | 14 января 1724 года   | 31 августа 1724 года  | 230                             | Король Луис I (1724)           |
| | Хосе де Гримальдо и Гутьеррес де Солорсано, маркиз Гримальдо                                                                                                   | 4 декабря 1724 года   | 12 декабря 1725 года  | 373                             | Король Филипп V (1724—1746)    |
| | Хуан Гильермо Рипперда, герцог Рипперда исп. Juan Guillermo Ripperdá, duque de Ripperdá (1682—1737)                                                            | 12 декабря 1725 года  | 14 апреля 1726 года   | 123                             | Король Филипп V (1724—1746)    |
| | Хосе де Гримальдо и Гутьеррес де Солорсано, маркиз Гримальдо                                                                                                   | 14 апреля 1726 года   | 1 октября 1726 года   | 170                             | Король Филипп V (1724—1746)    |
| | Хуан Баутиста де Орендайн и Аспиликуэта, маркиз Ла Пас | 1 октября 1726 года   | 21 ноября 1734 года   | 2973                            | Король Филипп V (1724—1746)    |
| | Хосе Патиньо и Росалес исп. José de Patiño y Rosales | 21 ноября 1734 года   | 3 ноября 1736 года    | 476                             | Король Филипп V (1724—1746)    |
| | Себастьян де ла Куадра и Льерена 1-й маркиз Вильяриас исп. Sebastián de la Cuadra y Llerena, I Marqués de Villarías                                            | 26 ноября 1736 года   | 4 декабря 1746 года   | 3660                            | Король Филипп V (1724—1746)    |
| | Хосе де Карвахаль и Ланкастер исп. José de Carvajal y Lancaster                                                                                                | 4 декабря 1746 года   | 9 апреля 1754 года    | 2683                            | Король Фернандо VI (1746—1759) |
| | Фернандо де Сильва и Альварес де Толедо 12-й герцог Альба исп. Fernando de Silva y Álvarez de Toledo, XII Duque de Alba                                        | 9 апреля 1754 года    | 15 мая 1754 года      | 36                              | Король Фернандо VI (1746—1759) |
| | Рикардо Валь и Деверё исп. Ricardo Wall y Devereux | 15 мая 1754 года      | 10 августа 1759 года  | 1913                            | Король Фернандо VI (1746—1759) |
| 10 августа 1759 года                                                                                        | Рикардо Валь и Деверё исп. Ricardo Wall y Devereux | 9 октября 1763 года   | 1521                  | Король Карл III (1759—1788)     |                                |
| | Пабло Херонимо де Гримальди и Паллавичини 1-й герцог Гримальди исп. Pablo Jerónimo de Grimaldi y Pallavicini, I Duque de Grimaldi                              | 9 октября 1763 года   | 19 февраля 1777 года  | Король Карл III (1759—1788)     | 4882                           |
| | Хосе Моньино и Редондо 1-й граф Флоридабланка исп. José Moñino y Redondo, I Conde de Floridablanca                                                             | 19 февраля 1777 года  | 14 декабря 1788 года  | Король Карл III (1759—1788)     | 4316                           |
| 14 декабря 1788 года                                                                                        | Хосе Моньино и Редондо 1-й граф Флоридабланка исп. José Moñino y Redondo, I Conde de Floridablanca                                                             | 28 февраля 1792 года  | 1171                  | Король Карл IV (1788—1808)      |                                |
| | Педро Пабло Абарка де Болеа и Хименес де Урреа 10-й граф Аранда исп. Pedro Pablo Abarca de Bolea y Ximénez de Urrea, X Conde de Aranda                         | 28 февраля 1792 года  | 15 ноября 1792 года   | Король Карл IV (1788—1808)      | 261                            |
| | Мануэль де Годой и Альварес де Фариа герцог Алькудия исп. Manuel de Godoy y Álvarez de Faria, Duque de Alcudia                                                 | 15 ноября 1792 года   | 28 марта 1798 года    | Король Карл IV (1788—1808)      | 1959                           |
| | Франсиско Сааведра де Сангронис исп. Francisco Saavedra de Sangronis                                                                                           | 30 марта 1798 года    | 12 февраля 1799 года  | Король Карл IV (1788—1808)      | 319                            |
| | Мариано Луис де Уркихо и Муга исп. Mariano Luis de Urquijo y Muga                                                                                              | 12 февраля 1799 года  | 13 декабря 1799 года  | Король Карл IV (1788—1808)      | 304                            |
| Педро Севальос Герра исп. Pedro Cevallos Guerra (1-й срок)                                                  | 13 декабря 1799 года | 3 марта 1808 года     | 3002                  | Король Карл IV (1788—1808)      |                                |
| Гонсало О’Фаррилл и Эррера исп. Gonzalo O'Farrill y Herrera                                                 | 3 марта 1808 года | 19 марта 1808 года    | 16                    | Король Карл IV (1788—1808)      |                                |
| Педро Севальос Герра исп. Pedro Cevallos Guerra (2-й срок)                                                  | 19 марта 1808 года | 7 июля 1808 года      | 110                   | Король Фернандо VII (1808)      |                                |
| Мариано Луис де Уркихо и Муга исп. Mariano Luis de Urquijo y Muga (2-й срок)                                | 7 июля 1808 года | 27 июня 1813 года     | 1816                  | Король Хосе I (1808—1813)       |                                |
| | Хуан О’Донохью О’Риан исп. Juan O'Donoju O'Ryan | 10 октября 1813 года  | 17 октября 1813 года  | Король Хосе I (1808—1813)       | 7                              |
| | Фернандо де Ласерна исп. Fernando de Laserna | 17 октября 1813 года  | 3 декабря 1813 года   | Король Хосе I (1808—1813)       | 47                             |
| Хосе Луяндо и Диес исп. José Luyando y Díez                                                                 | 3 декабря 1813 года | 4 мая 1814 года       | 152                   | Король Фернандо VII (1813—1833) |                                |
| | Хосе Мигель де Карвахаль-Варгас и Манрике де Лара 2-й герцог Сан-Карлос исп. José Miguel de Carvajal-Vargas y Manrique de Lara, II Duque de San Carlos         | 4 мая 1814 года       | 15 ноября 1814 года   | Король Фернандо VII (1813—1833) | 195                            |
| | Педро Севальос Герра исп. Pedro Cevallos Guerra (3-й срок) | 15 ноября 1814 года   | 24 января 1816 года   | Король Фернандо VII (1813—1833) | 435                            |
| Хуан Эстебан Лосано де Торрес исп. Juan Esteban Lozano de Torres                                            | 24 января 1816 года | 26 января 1816 года   | 2                     | Король Фернандо VII (1813—1833) |                                |
| Педро Севальос Герра исп. Pedro Cevallos Guerra (4-й срок)                                                  | 26 января 1816 года | 30 октября 1816 года  | 278                   | Король Фернандо VII (1813—1833) |                                |
| | Хосе Гарсия де Леон и Писсарро исп. José García de León y Pizarro                                                                                              | 30 октября 1816 года  | 14 сентября 1818 года | Король Фернандо VII (1813—1833) | 684                            |
| | Карлос Мартинес де Ирухо и Такон исп. Carlos Martínez de Irujo y Tacón                                                                                         | 14 сентября 1818 года | 12 июня 1819 года     | Король Фернандо VII (1813—1833) | 271                            |
| | Мануэль Гонсалес Сальмон и Гомес де Торрес исп. Manuel González Salmón y Gómez de Torres                                                                       | 12 июня 1819 года     | 12 сентября 1819 года | Король Фернандо VII (1813—1833) | 92                             |
| | Хоакин Хосе Мельгарехо и Саурин герцог Сан-Фернандо де Кирога исп. Joaquín José Melgarejo y Saurín, Duque de San Fernando de Quiroga                           | 12 сентября 1819 года | 18 марта 1820 года    | Король Фернандо VII (1813—1833) | 188                            |
| Хуан Хабат Асталь исп. Juan Jabat Aztal                                                                     | 18 марта 1820 года | 18 марта 1820 года    | 1                     | Король Фернандо VII (1813—1833) |                                |
| | Эваристо Перес де Кастро Брито исп. Evaristo Pérez de Castro y Brito                                                                                           | 18 марта 1820 года    | 2 марта 1821 года     | Король Фернандо VII (1813—1833) | 349                            |
| | Хоакин Андуага Куэнка исп. Joaquín Anduaga Cuenca | 2 марта 1821 года     | 23 апреля 1821 года   | Король Фернандо VII (1813—1833) | 52                             |
| Франсиско де Паула Эскудеро и Рамирес де Арельяно исп. Francisco de Paula Escudero y Ramírez de Arellano    | 23 апреля 1821 года | 23 апреля 1821 года   | 1                     | Король Фернандо VII (1813—1833) |                                |
| Эусебио Бардахи и Асара исп. Eusebio Bardají y Azara                                                        | 23 апреля 1821 года | 8 января 1822 года    | 260                   | Король Фернандо VII (1813—1833) |                                |
| Рамон Лопес Пелегрин исп. Ramón López Pelegrín                                                              | 8 января 1822 года | 24 января 1822 года   | 16                    | Король Фернандо VII (1813—1833) |                                |
| Хосе Габриэль де Сильва и Басан маркиз Санта-Крус исп. José Gabriel de Silva y Bazán, Marqués de Santa Cruz | 24 января 1822 года | 30 января 1822 года   | 6                     | Король Фернандо VII (1813—1833) |                                |
| Рамон Лопес Пелегрин исп. Ramón López Pelegrín                                                              | 30 января 1822 года | 28 февраля 1822 года  | 29                    | Король Фернандо VII (1813—1833) |                                |
| | Франсиско де Паула Мартинес де ла Роса и Бердехо исп. Francisco de Paula Martínez de la Rosa y Berdejo                                                         | 28 февраля 1822 года  | 5 августа 1822 года   | Король Фернандо VII (1813—1833) | 158                            |
| | Эваристо Фернандес де Сан-Мигель и Вальедор исп. Evaristo Fernández de San Miguel y Valledor                                                                   | 5 августа 1822 года   | 25 апреля 1823 года   | Король Фернандо VII (1813—1833) | 264                            |
| | Хосе Мануэль Вадильо исп. José Manuel Vadillo | 25 апреля 1823 года   | 7 мая 1823 года       | Король Фернандо VII (1813—1833) | 12                             |
| Сантьяго Усос и Моши исп. Santiago Usoz y Moxi                                                              | 7 мая 1823 года | 13 мая 1823 года      | 6                     | Король Фернандо VII (1813—1833) |                                |
| | Хосе Мария Пандо де ла Рива и Рамирес де Ларедо исп. José María Pando de la Riva y Ramírez de Laredo                                                           | 13 мая 1823 года      | 29 августа 1823 года  | Король Фернандо VII (1813—1833) | 108                            |
| | Луис Мария Саласар и Саласар исп. Luis María de Salazar y Salazar                                                                                              | 29 августа 1823 года  | 4 сентября 1823 года  | Король Фернандо VII (1813—1833) | 6                              |
| Хуан Антонио Яндиола Гарай исп. Juan Antonio Yandiola Garay                                                 | 4 сентября 1823 года | 6 сентября 1823 года  | 2                     | Король Фернандо VII (1813—1833) |                                |
| Хосе Луяндо и Диес исп. José Luyando y Díez (2-й срок)                                                      | 6 сентября 1823 года | 1 октября 1823 года   | 24                    | Король Фернандо VII (1813—1833) |                                |
| 'Виктор Дамиан Саэс и Санчес-Майор исп. Víctor Damián Sáez y Sánchez-Mayorstyle="background:#D8D8D8\|'      | 25 апреля 1823 года | 2 декабря 1823 года   | 221                   | Король Фернандо VII (1813—1833) |                                |
| | Карлос Мартинес де Ирухо и Такон 1-й маркиз Каса Ирухо исп. Carlos Martínez de Irujo y Tacón, 1st Marqués de Casa Irujo (2-й срок)                             | 2 декабря 1823 года   | 18 января 1824 года   | Король Фернандо VII (1813—1833) | 47                             |
| | Нарсисо Фернандес де Эредия и Бехинес де лос Риос 2-й граф Эредия-Спинола исп. Narciso Fernández de Heredia y Begines de los Ríos, II Conde de Heredia-Spínola | 18 января 1824 года   | 11 июля 1824 года     | Король Фернандо VII (1813—1833) | 175                            |
| | Луис Мария де Саласар и Саласар исп. Luis María de Salazar y Salazar                                                                                           | 11 июля 1824 года     | 11 июля 1824 года     | Король Фернандо VII (1813—1833) | 1                              |
| | Франсиско Сеа Бермудес исп. Francisco Cea Bermúdez (1-й срок)                                                                                                  | 11 июля 1824 года     | 24 октября 1825 года  | Король Фернандо VII (1813—1833) | 470                            |
| | Педро де Алькантара Альварес де Толедо и Сальм Сальм 13-й герцог Инфантадо исп. Pedro Alcantara Álvarez de Toledo y Salm Salm, XIII Duque del Infantado        | 24 октября 1825 года  | 19 августа 1826 года  | Король Фернандо VII (1813—1833) | 299                            |
| | Мануэль Гонсалес Сальмон и Гомес де Торрес исп. Manuel González Salmón y Gómez de Torres                                                                       | 19 августа 1826 года  | 20 января 1832 года   | Король Фернандо VII (1813—1833) | 1980                           |
| | Франсиско Тадео Каломарде и Арриа исп. Francisco Tadeo Calomarde y Arría                                                                                       | 20 января 1832 года   | 22 февраля 1832 года  | Король Фернандо VII (1813—1833) | 33                             |
| | Антонио де Сааведра и Хофре граф Алькудия исп. Antonio de Saavedra y Jofré, VII conde de Alcudia                                                               | 22 февраля 1832 года  | 1 октября 1832 года   | Король Фернандо VII (1813—1833) | 222                            |
| Хосе Кафранга Костилья исп. José Cafranga Costilla                                                          | 1 октября 1832 года | 29 ноября 1832 года   | 59                    | Король Фернандо VII (1813—1833) |                                |
| | Франсиско Сеа Бермудес исп. Francisco Cea Bermúdez (2-й срок)                                                                                                  | 29 ноября 1832 года   | 15 января 1834 года   | Король Фернандо VII (1813—1833) | 412                            |

1. ↑  На практике до 1719 года за внешнюю политику при дворе де-факто отвечал посол Пармы Хулио Альберони.

## Государственный министр Испании (1833—1938)

### КоролеваИзабелла II
| Политический спектр                                              |
| ---------------------------------------------------------------- |
| Прогрессисты Модерадос Либералы Парламентский центр Беспартийные |

Курсивом и серым цветом выделены лица, временно замещавшие должность.
|                            | Портрет | Фамилия                                                                                   | Срок полномочий       | Срок полномочий       | Срок полномочий | Партия       | Кабинет                                                      |
| Вступил в должность        | Портрет | Фамилия                                                                                   | Покинул должность     | Дни                   |                 | Партия       | Кабинет                                                      |
| -------------------------- | ------- | ----------------------------------------------------------------------------------------- | --------------------- | --------------------- | --------------- | ------------ | ------------------------------------------------------------ |
|                            |         | Франсиско Сеа Бермудес исп. Francisco Cea Bermúdez                                        | 29 сентября 1833 года | 15 января 1834 года   | 108             | Беспартийный | Франсиско Сеа Бермудес                                       |
|                            |         | Франсиско Мартинес де ла Роса исп. Francisco Martínez de la Rosa                          | 15 января 1834 года   | 7 июня 1835 года      | 508             | Модерадос    | Франсиско Мартинес де ла Роса                                |
|                            |         | Хосе Мария Кейпо де Льяно Руис де Саравия исп. José María Queipo de Llano Ruiz de Saravia | 7 июня 1835 года      | 14 сентября 1835 года | 99              | Модерадос    | Хосе Мария Кейпо де Льяно Руис де Саравия                    |
|                            |         | Мигель Рикардо де Алава исп. Miguel Ricardo de Álava                                      | 14 сентября 1835 года | 25 сентября 1835 года | 11              | Прогрессист  | Мигель Рикардо де Алава (Хуан Альварес Мендисибаль де-факто) |
|                            |         | Хуан Альварес Мендисабаль исп. Juan Álvarez Mendizábal                                    | 15 сентября 1835 года | 27 апреля 1836 года   | 215             | Прогрессист  | Мигель Рикардо де Алава (Хуан Альварес Мендисибаль де-факто) |
|                            |         | Ильдефонсо Диэс де Ривера исп. Ildefonso Díez de Rivera                                   | 27 апреля 1836 года   | 15 мая 1836 года      | 18              | Прогрессист  | Мигель Рикардо де Алава (Хуан Альварес Мендисибаль де-факто) |
|                            |         | Франсиско Хавьер де Истурис исп. Francisco Javier de Istúriz                              | 15 мая 1836 года      | 14 августа 1836 года  | 91              | Модерадос    | Франсиско Хавьер де Истурис                                  |
|                            |         | Хосе Мария Калатрава исп. José María Calatrava                                            | 15 мая 1836 года      | 18 августа 1837 года  | 460             | Прогрессист  | Хосе Мария Калатрава                                         |
|                            |         | Эусебио де Бардахи исп. Eusebio Bardají Azara                                             | 18 августа 1837 года  | 16 декабря 1837 года  | 120             | Прогрессист  | Бальдомеро Эспартеро                                         |
| Эусебио де Бардахи         |         | Эусебио де Бардахи исп. Eusebio Bardají Azara                                             | 18 августа 1837 года  | 16 декабря 1837 года  | 120             | Прогрессист  |                                                              |
|                            |         | Нарсисо Эредия и Бехинес де лос Риос исп. Narciso Heredia y Begines de los Ríos           | 16 мая 1837 года      | 6 сентября 1838 года  | 478             | Модерадос    | Нарсисо Эредия и Бехинес де лос Риос                         |
|                            |         | Бернардино Фернандес де Веласко исп. Bernardino Fernández de Velasco                      | 6 сентября 1838 года  | 9 декабря 1838 года   | 94              | Модерадо     | Франсиско де Сеа Бермудес                                    |
|                            |         | Эваристо Перес де Кастро исп. Evaristo Pérez de Castro                                    | 9 декабря 1838 года   | 19 июля 1840 года     | 588             | Модерадо     | Эваристо Перес де Кастро                                     |
|                            |         | Хосе дель Кастильо и Айэнса исп. José del Castillo y Ayensa                               | 19 июля 1840 года     | 20 июля 1840 года     | 1               | Модерадо     | Эваристо Перес де Кастро                                     |
|                            |         | Маурисио Карлос де Онис исп. Mauricio Carlos de Onís                                      | 20 июля 1840 года     | 29 августа 1840 года  | 40              | Прогрессист  | Антонио Гонсалес и Гонсалес                                  |
| Валентин Феррас            |         | Маурисио Карлос де Онис исп. Mauricio Carlos de Onís                                      | 20 июля 1840 года     | 29 августа 1840 года  | 40              | Прогрессист  |                                                              |
|                            |         | Хуан Антуан и Сайас исп. Juan Antoine y Zayas                                             | 29 августа 1840 года  | 11 сентября 1840 года | 13              | Прогрессист  | Модесто Кортасар                                             |
|                            |         | Висенте Санчо исп. Vicente Sancho                                                         | 11 сентября 1840 года | 16 сентября 1840 года | 5               | Прогрессист  | Висенте Санчо                                                |
|                            |         | Хоакин Мария Феррер исп. Joaquín María Ferrer                                             | 16 сентября 1840 года | 20 мая 1841 года      | 246             | Прогрессист  | Бальдомеро Эспартеро                                         |
| Хоакин Мария Феррер        |         | Хоакин Мария Феррер исп. Joaquín María Ferrer                                             | 16 сентября 1840 года | 20 мая 1841 года      | 246             | Прогрессист  |                                                              |
|                            |         | Антонио Гонсалес и Гонсалес исп. Antonio González y González                              | 20 мая 1841 года      | 17 июня 1842 года     | 393             | Прогрессист  | Антонио Гонсалес и Гонсалес                                  |
|                            |         | Ильдефонсо Диэс де Ривера                                                                 | 17 июня 1842 года     | 9 мая 1843 года       | 326             | Прогрессист  | Хосе Рамон Родил и Кампильо                                  |
|                            |         | Мануэль Мария де Агилар исп. Manuel María de Aguilar                                      | 9 мая 1843 года       | 19 мая 1843 года      | 10              | Прогрессист  | Хоакин Мария Лопес                                           |
|                            |         | Олегарио де лос Куэтос исп. Olegario de los Cuetos                                        | 19 мая 1843 года      | 23 июля 1843 года     | 65              | Прогрессист  | Альваро Гомес Бесерра                                        |
|                            |         | Хоакин де Фриас исп. Joaquín de Frías                                                     | 25 июля 1843 года     | 20 ноября 1843 года   | 118             | Прогрессист  | Хоакин Мария Феррер                                          |
|                            |         | Салустиано Олосага исп. Salustiano Olózaga                                                | 20 ноября 1843 года   | 29 ноября 1843 года   | 9               | Прогрессист  | Салустиано Олосага                                           |
|                            |         | Луис Гонсалес Браво исп. Luis González Bravo                                              | 29 ноября 1843 года   | 3 мая 1844 года       | 156             | Модерадо     | Луис Гонсалес Браво                                          |
|                            |         | Мануэль де ла Песуэла и Себальос исп. Manuel de la Pezuela y Ceballos                     | 3 мая 1844 года       | 1 июля 1844 года      | 59              | Модерадо     | Рамон Мария Нарваэс                                          |
|                            |         | Рамон Мария Нарваэс исп. Ramon Maria Narvaez                                              | 1 июля 1844 года      | 21 августа 1844 года  | 51              | Модерадо     | Рамон Мария Нарваэс                                          |
|                            |         | Франсиско Мартинес де ла Роса                                                             | 21 августа 1844 года  | 12 февраля 1846 года  | 540             | Модерадо     | Рамон Мария Нарваэс                                          |
|                            |         | Мануэль Пандо Фернандес де Пинедо исп. Manuel Pando Fernández de Pinedo                   | 12 февраля 1846 года  | 16 марта 1846 года    | 32              | Модерадо     | Мануэль Пандо Фернандес де Пинедо                            |
|                            |         | Рамон Мария Нарваэс                                                                       | 16 марта 1846 года    | 5 апреля 1846 года    | 20              | Модерадо     | Рамон Мария Нарваэс                                          |
|                            |         | Франсиско Хавьер де Истурис                                                               | 5 апреля 1846 года    | 28 января 1847 года   | 298             | Модерадо     | Франсиско Хавьер де Истурис                                  |
|                            |         | Карлос Мартинес де Ирухо и МакКин исп. Carlos Martínez de Irujo y McKean                  | 28 января 1847 года   | 28 марта 1847 года    | 59              | Модерадо     | Карлос Мартинес де Ирухо и МакКин                            |
|                            |         | Хоакин Франсиско Пачеко исп. Joaquín Francisco Pacheco                                    | 28 марта 1847 года    | 31 августа 1847 года  | 156             | Модерадо     | Хоакин Франсиско Пачеко                                      |
|                            |         | Антонио Кабальеро и Фернандес де Родас исп. Antonio Caballero y Fernández de Rodas        | 31 августа 1847 года  | 12 сентября 1847 года | 12              | Модерадо     | Флоренсио Гарсия Гоэна                                       |
|                            |         | Модесто Кортасар исп. Modesto Cortázar                                                    | 12 сентября 1847 года | 4 октября 1847 года   | 22              | Модерадо     | Флоренсио Гарсия Гоэна                                       |
|                            |         | Рамон Мария Нарваэс исп.                                                                  | 4 октября 1847 года   | 23 октября 1847 года  | 19              | Модерадо     | Рамон Мария Нарваэс                                          |
|                            |         | Карлос Мартинес де Ирухо и МакКин                                                         | 23 июля 1847 года     | 29 июля 1848 года     | 280             | Модерадо     | Рамон Мария Нарваэс                                          |
|                            |         | Педро Хосе Пидаль исп. Pedro José Pidal                                                   | 29 июля 1848 года     | 19 июля 1849 года     | 447             | Модерадо     | Рамон Мария Нарваэс                                          |
|                            |         | Сальвадор Сеа Бермудес исп. Salvador Cea Bermúdez                                         | 19 октября 1849 года  | 20 октября 1849 года  | 1               | Модерадо     | Серафин Мария де Сотто                                       |
|                            |         | Педро Хосе Пидаль                                                                         | 20 октября 1849 года  | 14 января 1851 года   | 6660            | Модерадо     | Рамон Мария Нарваэс                                          |
|                            |         | Мануэль Бертран де Лис и Рибас исп. Manuel Bertrán de Lis y Ribes                         | 14 января 1851 года   | 23 мая 1851 года      | 129             | Модерадо     | Хуан Браво Мурильо                                           |
|                            |         | Мануэль Пандо Фернандес де Пинедо                                                         | 23 мая 1851 года      | 7 августа 1852 года   | 442             | Модерадо     | Хуан Браво Мурильо                                           |
|                            |         | Мануэль Бертран де Лис и Рибас                                                            | 7 августа 1852 года   | 14 декабря 1852 года  | 129             | Модерадо     | Хуан Браво Мурильо                                           |
|                            |         | Федерико Ронкали исп. Federico Roncali                                                    | 14 декабря 1852 года  | 14 апреля 1853 года   | 121             | Модерадо     | Федерико Ронкали                                             |
|                            |         | Луис Лопес де ла Торре Айльон исп. Luis López de la Torre Ayllón                          | 14 апреля 1853 года   | 21 июня 1853 года     | 68              | Модерадо     | Франсиско де Лерсунди и Ормаэчеа                             |
|                            |         | Анхель Кальдерон де ла Барка исп. Ángel Calderón de la Barca                              | 21 июня 1853 года     | 17 июля 1854 года     | 391             | Модерадо     | Франсиско де Лерсунди и Ормаэчеа                             |
| Луис Хосе Сарториус        |         | Анхель Кальдерон де ла Барка исп. Ángel Calderón de la Barca                              | 21 июня 1853 года     | 17 июля 1854 года     | 391             | Модерадо     |                                                              |
|                            |         | Ваканта                                                                                   | 17 июля 1854 года     | 18 1854 года          | 1               | —            | Фернандо Фернандес де Кордоба                                |
|                            |         | Луис Маянс и Энрикес де Наварра исп. Luis Mayans y Enríquez de Navarra                    | 18 июля 1854 года     | 20 июля 1854 года     | 2               | Модерадо     | Герцог де Ривас                                              |
| Бальдемеро Эспартеро       |         | Луис Маянс и Энрикес де Наварра исп. Luis Mayans y Enríquez de Navarra                    | 18 июля 1854 года     | 20 июля 1854 года     | 2               | Модерадо     |                                                              |
|                            |         | Хоакин Франсиско Пачеко исп.                                                              | 30 июля 1854 года     | 28 ноября 1854 года   | 121             | Прогрессист  |                                                              |
|                            |         | Клаудио Антон де Лусурьяга исп. Claudio Antón de Luzuriaga                                | 28 ноября 1854 года   | 11 июня 1855 года     | 195             | Прогрессист  |                                                              |
|                            |         | Хуан де Савала и де ла Пуэнте исп. Juan de Zavala y de la Puente                          | 11 июня 1855 года     | 14 июля 1855 года     | 33              | Прогрессист  |                                                              |
|                            |         | Нокомедес Пастор Диас исп. Nicomedes Pastor Díaz                                          | 14 июля 1855 года     | 12 октября 1856 года  | 456             | Центрист     | Леопольдо О’Доннелл                                          |
|                            |         | Педро Хосе Пидаль исп. Pedro José Pidal                                                   | 12 октября 1856 года  | 15 октября 1857 года  | 368             | Модерадо     | Рамон Мария Нарваэс                                          |
|                            |         | Леопольдо Аугусто де Куэто исп. Leopoldo Augusto de Cueto                                 | 15 октября 1857 года  | 25 октября 1857 года  | 10              | Модерадо     | Франсиско Армеро Пеньяранда                                  |
|                            |         | Франсиско Мартинес де ла Роса                                                             | 25 октября 1857 года  | 14 января 1858 года   | 81              | Модерадо     | Франсиско Армеро Пеньяранда                                  |
|                            |         | Франсиско Хавьер де Истурис                                                               | 14 января 1858 года   | 30 июня 1858 года     | 167             | Модерадо     | Франсиско Хавьер де Истурис                                  |
|                            |         | Леопольдо О’Доннелл исп. Leopoldo O'Donnell                                               | 30 июня 1858 года     | 2 июля 1858 года      | 2               | Либералы     | Леопольдо О’Доннелл                                          |
|                            |         | Сатурнино Кальдерон Кольянтес исп. Saturnino Calderón Collantes                           | 2 июля 1858 года      | 17 января 1863 года   | 1660            | Либералы     | Леопольдо О’Доннелл                                          |
|                            |         | Франсиско Серрано и Домингес исп. Francisco Serrano y Domínguez                           | 17 января 1863 года   | 2 марта 1863 года     | 44              | Либералы     | Леопольдо О’Доннелл                                          |
|                            |         | Мануэль Пандо Фернандес де Пинедо                                                         | 2 марта 1863 года     | 1 марта 1864 года     | 365             | Модерадо     | Мануэль Пандо Фернандес де Пинедо                            |
| Лоренсо Аррасола           |         | Мануэль Пандо Фернандес де Пинедо                                                         | 2 марта 1863 года     | 1 марта 1864 года     | 365             | Модерадо     |                                                              |
|                            |         | Хоакин Франсиско Пачеко                                                                   | 1 марта 1864 года     | 16 сентября 1864 года | 199             | Модерадо     | Алехандро Мон и Менендес                                     |
|                            |         | Алехандро Льоренте исп. Alejandro Llorente                                                | 16 сентября 1864 года | 12 декабря 1864 года  | 87              | Модерадо     | Рамон Мария Нарваэс                                          |
|                            |         | Антонио Бенавидес Фернандес де Наваррете исп. Antonio Benavides Fernández de Navarrete    | 12 декабря 1864 года  | 8 июня 1865 года      | 178             | Модерадо     | Рамон Мария Нарваэс                                          |
|                            |         | Лоренсо Аррасола исп. Lorenzo Arrazola                                                    | 8 июня 1865 года      | 21 июня 1865 года     | 13              | Модерадо     | Рамон Мария Нарваэс                                          |
|                            |         | Мануэль Бермудес де Кастро и Диес исп. Manuel Bermúdez de Castro y Díez                   | 21 июня 1865 года     | 10 июля 1866 года     | 384             | Либералы     | Леопольдо О'Доннелл                                          |
|                            |         | Мануэль Пандо Фернандес де Пинедо                                                         | 10 июля 1866 года     | 13 июля 1866 года     | 3               | Модерадо     | Рамон Мария Нарваэс                                          |
|                            |         | Эусебио Калонже исп. Eusebio Calonge                                                      | 13 июля 1866 года     | 9 июня 1867 года      | 331             | Модерадо     | Рамон Мария Нарваэс                                          |
|                            |         | Алехандро де Кастро Касаль исп. Alejandro de Castro Casal                                 | 9 июня 1867 года      | 27 июня 1867 года     | 18              | Модерадо     | Рамон Мария Нарваэс                                          |
|                            |         | Лоренсо Аррасола                                                                          | 27 июня 1867 года     | 23 апреля 1868 года   | 301             | Модерадо     | Рамон Мария Нарваэс                                          |
|                            |         | Федерико Ронкали исп. Federico Roncali                                                    | 23 апреля 1868 года   | 20 сентября 1868 года | 150             | Модерадо     | Луис Гонсалес Браво                                          |
| Хосе Гутьеррес де ла Конча |         | Федерико Ронкали исп. Federico Roncali                                                    | 23 апреля 1868 года   | 20 сентября 1868 года | 150             | Модерадо     |                                                              |

1. 1 2 3 4 5 6 7 8 9 10 11 12 13 14 15 16 17  Первый государственный секретарь
2. 1 2 3 4 5 6 7 8 9 10 11 12 13 14 15 16 17 18 19 20 21 22 23 24 25 26 27 28 29 30 31 32 33 34 35 36 37 38 39 40 41 42 43 44 45 46 47 48 49 50 51  Государственный министр

### Демократическое шестилетие
| Политический спектр                                                       |
| ------------------------------------------------------------------------- |
| Либералы Прогрессисты Демократы Радикалы Конституционалисты Республиканцы |

Курсивом и серым цветом выделены лица, временно замещавшие должность.
|                         | Портрет | Фамилия                                                               | Срок полномочий      | Срок полномочий      | Срок полномочий | Партия            | Кабинет                       |
| Вступил в должность     | Портрет | Фамилия                                                               | Покинул должность    | Дни                  |                 | Партия            | Кабинет                       |
| ----------------------- | ------- | --------------------------------------------------------------------- | -------------------- | -------------------- | --------------- | ----------------- | ----------------------------- |
|                         |         | Хуан Альварес Лоренсана исп. Juan Álvarez de Lorenzana                | 8 октября 1868 года  | 18 июня 1869 года    | 253             | Либерал           | Франсиско Серрано и Домингес  |
|                         |         | Мануэль Сильвела и де Ле Веллёз исп. Manuel Silvela y de Le Vielleuze | 18 июня 1869 года    | 1 ноября 1869 года   | 136             | Либерал           | Хуан Прим                     |
|                         |         | Кристино Мартос исп. Cristino Martos                                  | 1 ноября 1869 года   | 9 января 1870 года   | 69              | Демократ          | Хуан Прим                     |
|                         |         | Пракседо Матео Сагаста исп. Práxedes Mateo Sagasta                    | 9 января 1870 года   | 27 декабря 1870 года | 352             | Прогрессист       | Хуан Прим                     |
|                         |         | Хуан Баутиста Топете исп. Juan Bautista Topete                        | 27 декабря 1870 года | 9 апреля 1871 года   | 13              | Прогрессист       | Хуан Баутиста Топете          |
|                         |         | Кристино Мартос                                                       | 4 января 1872 года   | 24 июля 1872 года    | 202             | Радикал           | Франсиско Серрано и Домингес  |
|                         |         | Фернандо Фернандес де Кордоба исп. Fernando Fernández de Córdova      | 24 июля 1871 года    | 5 октября 1871 года  | 73              | Радикал           | Мануэль Руис Соррилья         |
|                         |         | Хосе Малькампо исп. José Malcampo                                     | 5 октября 1871 года  | 20 ноября 1871 года  | 46              | Конституционалист | Хосе Малькампо                |
|                         |         | Бонифасио де Блас исп. Bonifacio de Blas                              | 20 ноября 1871 года  | 26 мая 1872 года     | 188             | Конституционалист | Пракседес Матео Сагаста       |
|                         |         | Аугусто Ульоа исп. Augusto Ulloa                                      | 26 мая 1872 года     | 13 июня 1872 года    | 18              | Конституционалист | Франсиско Серрано и Домингес  |
|                         |         | Кристино Мартос                                                       | 13 июня 1872 года    | 11 февраля 1873 года | 243             | Радикал           | Мануэль Руис Соррилья         |
|                         |         | Эмилио Кастелар исп. Emilio Castelar                                  | 11 февраля 1873 года | 11 июня 1873 года    | 120             | Республиканец     | Эстанислао Фигерас-и-Морагас  |
|                         |         | Хосе Муро исп. José Muro                                              | 13 июня 1873 года    | 28 июня 1873 года    | 15              | Республиканец     | Франсиско Пи-и-Маргаль        |
|                         |         | Элеутерио Майсонаве исп. Eleuterio Maisonnave                         | 28 июня 1873 года    | 18 июля 1873 года    | 20              | Республиканец     | Франсиско Пи-и-Маргаль        |
|                         |         | Сантьяго Солер и Пла исп. Santiago Soler y Pla                        | 18 июля 1873 года    | 4 сентября 1873 года | 48              | Республиканец     | Николас Сальмерон             |
|                         |         | Хосе Карвахаль Хуэ исп. José Carvajal Huén                            | 8 сентября 1873 года | 3 января 1874 года   | 117             | Республиканец     | Эмилио Кастелар               |
|                         |         | Пракседес Матео Сагаста                                               | 3 января 1874 года   | 26 февраля 1874 года | 54              | Конституционалист | Франсиско Серрано и Домингес  |
|                         |         | Аугусто Ульоа                                                         | 26 февраля 1874 года | 12 мая 1874 года     | 308             | Конституционалист | Хуан де Савала и де ла Пуэнте |
| Пракседес Матео Сагаста |         | Аугусто Ульоа                                                         | 26 февраля 1874 года | 12 мая 1874 года     | 308             | Конституционалист |                               |

1. ↑  Назначен после Высшей революционной хунты (сентябрь-октябрь).
2. ↑  Исполняющий обязанности во время отсутствия министра: Мануэль Бесерра и Бермудес (30 августа — 21 сентября 1869). См. Gaceta de Madrid (no. 243, p. 1 Архивная копия от 1 апреля 2012 на Wayback Machine, 31 August 1869. Retrieved on 2010-09-11  (исп.)) и Gaceta de Madrid (no. 265, p. 1 Архивная копия от 1 апреля 2012 на Wayback Machine, 22 September 1869. Retrieved on 2010-09-11  (исп.))
3. ↑  Временно исполняющий обязанности на время отсутствия министра: Мануэль Мерело и Кальва (30 июля — 1 сентября 1872). См. Urquijo Goitia, Cabinets during the "Revolutionary Sexenium" Архивная копия от 13 августа 2020 на Wayback Machine.

### Реставрация Бурбонов
| Политический спектр                                    |
| ------------------------------------------------------ |
| Консерваторы Либералы Беспартийные Патриоты Монархисты |

Курсивом и серым цветом выделены лица, временно замещавшие должность.
|                             | Портрет | Фамилия                                                                                            | Срок полномочий       | Срок полномочий       | Срок полномочий | Партия       | Кабинет                          | Монарх                                                                         |
| Вступил в должность         | Портрет | Фамилия                                                                                            | Покинул должность     | Дни                   |                 | Партия       | Кабинет                          | Монарх                                                                         |
| --------------------------- | ------- | -------------------------------------------------------------------------------------------------- | --------------------- | --------------------- | --------------- | ------------ | -------------------------------- | ------------------------------------------------------------------------------ |
|                             |         | Алехандро де Кастро Касаль исп. Alejandro de Castro Casal                                          | 31 декабря 1874 года  | 12 сентября 1875 года | 255 дней        | Консерватор  | Антонио Кановас дель Кастильо    | Король Альфонсо XII (1874—1885)                                                |
|                             |         | Эмилио Алькала Гальяно исп. Emilio Alcalá Galiano                                                  | 12 сентября 1875 года | 2 декабря 1875 года   | 176 дней        | Консерватор  | Хоакин Ховельяр-и-Солер          | Король Альфонсо XII (1874—1885)                                                |
|                             |         | Фернандо Кальдерон Кольянтес исп. Fernando Calderón Collantes                                      | 2 декабря 1875 года   | 14 января 1877 года   | 1 год 43 дня    | Консерватор  | Антонио Кановас дель Кастильо    | Король Альфонсо XII (1874—1885)                                                |
|                             |         | Франсиско Сильвела исп. Francisco Silvela                                                          | 14 января 1877 года   | 7 марта 1879 года     | 2 года 52 дня   | Консерватор  | Антонио Кановас дель Кастильо    | Король Альфонсо XII (1874—1885)                                                |
|                             |         | Франсиско де Борха Кейпо де Льяно исп. Francisco de Borja Queipo de Llano                          | 7 марта 1879 года     | 15 марта 1879 года    | 8 дней          | Консерватор  | Арсенио Мартинес де Кампос       | Король Альфонсо XII (1874—1885)                                                |
|                             |         | Мариано Рока де Тогорес исп. Mariano Roca de Togores                                               | 15 марта 1879 года    | 16 мая 1879 года      | 62 дня          | Консерватор  | Арсенио Мартинес де Кампос       | Король Альфонсо XII (1874—1885)                                                |
|                             |         | Карлос Мануэль О’Доннелл исп. Carlos Manuel O'Donnell                                              | 16 мая 1879 года      | 9 декабря 1879 года   | 203 дня         | Консерватор  | Арсенио Мартинес де Кампос       | Король Альфонсо XII (1874—1885)                                                |
|                             |         | Франсиско де Борха Кейпо де Льяно исп. Francisco de Borja Queipo de Llano                          | 9 декабря 1879 года   | 20 января 1880 года   | 314 дней        | Консерватор  | Антонио Кановас дель Кастильо    | Король Альфонсо XII (1874—1885)                                                |
|                             |         | Антонио Кановас дель Кастильо исп. Antonio Cánovas del Castillo                                    | 20 января 1880 года   | 8 февраля 1881 года   | 1 год 19 дней   | Консерватор  | Антонио Кановас дель Кастильо    | Король Альфонсо XII (1874—1885)                                                |
|                             |         | Антонио Агилар-и-Корреа исп. Antonio Aguilar Correa                                                | 8 февраля 1881 года   | 13 октября 1883 года  | 2 года 247 дней | Либерал      | Пракседес Матео Сагаста          | Король Альфонсо XII (1874—1885)                                                |
|                             |         | Сервандо Руис Гомес исп. Servando Ruiz Gómez                                                       | 13 октября 1883 года  | 18 января 1884 года   | 97              | Либерал      | Хосе Посада Эррера               | Король Альфонсо XII (1874—1885)                                                |
|                             |         | Хосе Эльдуайэн Горрити исп. José Elduayen Gorriti                                                  | 18 января 1884 года   | 27 ноября 1885 года   | 1 год 313 дней  | Консерватор  | Антонио Кановас дель Кастильо    | Король Альфонсо XII (1874—1885)                                                |
|                             |         | Сехисмундо Морет исп. Segismundo Moret                                                             | 27 ноября 1885 года   | 14 июня 1888 года     | 2 года 200 дней | Либерал      | Пракседес Матео Сагаста          | Король Альфонсо XIII (1886—1931) Регент Мария Кристина Австрийская (1886—1902) |
|                             |         | Антонио Агилар-и-Корреа                                                                            | 24 июня 1888 года     | 5 июля 1890 года      | 2 года 11 дней  | Либерал      | Пракседес Матео Сагаста          | Король Альфонсо XIII (1886—1931) Регент Мария Кристина Австрийская (1886—1902) |
|                             |         | Карлос Мануэль О’Доннелл                                                                           | 5 июля 1890 года      | 11 декабря 1892 года  | 2 года 159 дней | Консерватор  | Антонио Кановас дель Кастильо    | Король Альфонсо XIII (1886—1931) Регент Мария Кристина Австрийская (1886—1902) |
|                             |         | Антонио Агилар-и-Корреа                                                                            | 11 декабря 1892 года  | 5 апреля 1893 года    | 115 дней        | Либерал      | Пракседес Матео Сагаста          | Король Альфонсо XIII (1886—1931) Регент Мария Кристина Австрийская (1886—1902) |
|                             |         | Сехисмундо Морет                                                                                   | 5 апреля 1893 года    | 4 ноября 1894 года    | 1 год 213 дней  | Либерал      | Пракседес Матео Сагаста          | Король Альфонсо XIII (1886—1931) Регент Мария Кристина Австрийская (1886—1902) |
|                             |         | Алехандро Гройсард исп. Alejandro Groizard                                                         | 4 ноября 1894 года    | 23 марта 1895 года    | 139 дней        | Либерал      | Пракседес Матео Сагаста          | Король Альфонсо XIII (1886—1931) Регент Мария Кристина Австрийская (1886—1902) |
|                             |         | Карлос Мануэль О’Доннелл                                                                           | 23 марта 1895 года    | 19 января 1896 года   | 302 дня         | Консерватор  | Антонио Кановас дель Кастильо    | Король Альфонсо XIII (1886—1931) Регент Мария Кристина Австрийская (1886—1902) |
|                             |         | Хосе Эльдуайэн Горрити                                                                             | 19 января 1896 года   | 3 марта 1896 года     | 44 дня          | Консерватор  | Антонио Кановас дель Кастильо    | Король Альфонсо XIII (1886—1931) Регент Мария Кристина Австрийская (1886—1902) |
|                             |         | Карлос Мануэль О’Доннелл                                                                           | 3 марта 1896 года     | 4 октября 1897 года   | 1 год 215 дней  | Консерватор  | Марсело Аскаррага Пальмеро       | Король Альфонсо XIII (1886—1931) Регент Мария Кристина Австрийская (1886—1902) |
|                             |         | Пио Гульон Иглесиас исп. Pío Gullón Iglesias                                                       | 4 октября 1897 года   | 18 мая 1898 года      | 226 дней        | Либерал      | Пракседес Матео Сагаста          | Король Альфонсо XIII (1886—1931) Регент Мария Кристина Австрийская (1886—1902) |
|                             |         | Хосе Гутьерреc де Агуэра исп. José Gutiérrez de Agüera                                             | 18 мая 1898 года      | 24 мая 1898 года      | 6 дней          | Либерал      | Пракседес Матео Сагаста          | Король Альфонсо XIII (1886—1931) Регент Мария Кристина Австрийская (1886—1902) |
|                             |         | Хуан Мануэль Санчес и Гутьерреc де Кастро исп. Juan Manuel Sánchez y Gutiérrez de Castro           | 24 мая 1898 года      | 4 марта 1899 года     | 284 дня         | Либерал      | Пракседес Матео Сагаста          | Король Альфонсо XIII (1886—1931) Регент Мария Кристина Австрийская (1886—1902) |
|                             |         | Франсиско Сильвела                                                                                 | 4 марта 1899 года     | 18 апреля 1900 года   | 1 год 45 дней   | Консерватор  | Франсиско Сильвела               | Король Альфонсо XIII (1886—1931) Регент Мария Кристина Австрийская (1886—1902) |
|                             |         | Вентура Гарсия-Санчо и Ибаррондо исп. Ventura García-Sancho e Ibarrondo                            | 18 апреля 1900 года   | 6 марта 1901 года     | 322 дня         | Консерватор  | Марсело Аскаррага Пальмеро       | Король Альфонсо XIII (1886—1931) Регент Мария Кристина Австрийская (1886—1902) |
|                             |         | Хуан Мануэль Санчес и Гутьерреc де Кастро                                                          | 6 марта 1901 года     | 6 декабря 1902 года   | 1 год 275 дней  | Либерал      | Пракседес Матео Сагаста          | Король Альфонсо XIII (1886—1931) Регент Мария Кристина Австрийская (1886—1902) |
|                             |         | Буэнавентура Абарсуса Феррер исп. Buenaventura Abárzuza Ferrer                                     | 6 декабря 1902 года   | 20 июля 1903 года     | 2 года 136 дней | Консерватор  | Франсиско Сильвела               | Король Альфонсо XIII (1886—1931)                                               |
|                             |         | Мануэль Мариатеги и Биньялс исп. Manuel Mariátegui y Vinyals                                       | 20 июля 1903 года     | 5 декабря 1903 года   | 138 дней        | Консерватор  | Раймундо Фернандес Вильяверде    | Король Альфонсо XIII (1886—1931)                                               |
|                             |         | Фаустино Родригес-Сан-Педро исп. Faustino Rodríguez-San Pedro                                      | 6 декабря 1903 года   | 16 декабря 1904 года  | 1 год 285 дней  | Консерватор  | Антонио Маура                    | Король Альфонсо XIII (1886—1931)                                               |
|                             |         | Вентура Гарсия-Санчо и Ибаррондо                                                                   | 16 декабря 1904 года  | 27 февраля 1905 года  | 73 дня          | Консерватор  | Марсело Аскаррага Пальмеро       | Король Альфонсо XIII (1886—1931)                                               |
|                             |         | Венсеслао Рамирес де Вилья Уррутия исп. Wenceslao Ramírez de Villa Urrutia                         | 27 января 1905 года   | 23 июня 1905 года     | 147 дней        | Консерватор  | Раймундо Фернандес Вильяверде    | Король Альфонсо XIII (1886—1931)                                               |
|                             |         | Фелипе Санчес Роман                                                                                | 23 июня 1905 года     | 31 октября 1905 года  | 130 дней        | Либерал      | Эухенио Монтеро Риос             | Король Альфонсо XIII (1886—1931)                                               |
|                             |         | Пио Гульон Иглесиас                                                                                | 31 октября 1905 года  | 1 декабря 1905 года   | 31 день         | Либерал      | Эухенио Монтеро Риос             | Король Альфонсо XIII (1886—1931)                                               |
|                             |         | Хуан Мануэль Санчес и Гутьерреc де Кастро                                                          | 1 декабря 1905 года   | 23 июня 1906 года     | 204 дня         | Либерал      | Сехисмундо Морет                 | Король Альфонсо XIII (1886—1931)                                               |
|                             |         | Эмилио де Охеда и Перпиньян исп. Emilio de Ojeda y Perpiñán                                        | 23 июня 1906 года     | 30 июня 1906 года     | 7 дней          | Либерал      | Сехисмундо Морет                 | Король Альфонсо XIII (1886—1931)                                               |
|                             |         | Хуан Перес Кабальеро и Феррер исп. Juan Pérez Caballero y Ferrer                                   | 30 июня 1906 года     | 6 июля 1906 года      | 6 дней          | Либерал      | Сехисмундо Морет                 | Король Альфонсо XIII (1886—1931)                                               |
|                             |         | Пио Гульон Иглесиас                                                                                | 6 июля 1906 года      | 30 ноября 1906 года   | 147 дней        | Либерал      | Хосе Лопес Домингес              | Король Альфонсо XIII (1886—1931)                                               |
|                             |         | Хуан Перес Кабальеро и Феррер                                                                      | 6 ноября 1906 года    | 25 января 1907 года   | 56 дней         | Либерал      | Сехисмундо Морет                 | Король Альфонсо XIII (1886—1931)                                               |
| Антонио Агилар-и-Корреа     |         | Хуан Перес Кабальеро и Феррер                                                                      | 6 ноября 1906 года    | 25 января 1907 года   | 56 дней         | Либерал      |                                  | Король Альфонсо XIII (1886—1931)                                               |
|                             |         | Мануэль Альендесалазар и Муньос де Саласар исп. Manuel Allendesalazar y Muñoz de Salazar           | 25 января 1907 года   | 21 октября 1909 года  | 2 года 269 дней | Консерватор  | Антонио Маура                    | Король Альфонсо XIII (1886—1931)                                               |
|                             |         | Хуан Перес Кабальеро и Феррер                                                                      | 21 октября 1909 года  | 9 февраля 1910 года   | 111 дней        | Либерал      | Сехисмундо Морет                 | Король Альфонсо XIII (1886—1931)                                               |
|                             |         | Мануэль Гарсия Прието исп. Manuel García Prieto                                                    | 9 февраля 1910 года   | 14 ноября 1912 года   | 2 года 279 дней | Либерал      | Хосе Каналехас                   | Король Альфонсо XIII (1886—1931)                                               |
| Мануэль Гарсия Прието       |         | Мануэль Гарсия Прието исп. Manuel García Prieto                                                    | 9 февраля 1910 года   | 14 ноября 1912 года   | 2 года 279 дней | Либерал      |                                  | Король Альфонсо XIII (1886—1931)                                               |
|                             |         | Альваро де Фигероа-и-Торрес исп. Álvaro de Figueroa y Torres                                       | 14 ноября 1912 года   | 31 декабря 1912 года  | 47 дней         | Либерал      | Альваро де Фигероа-и-Торрес      | Король Альфонсо XIII (1886—1931)                                               |
|                             |         | Хуан Наварро Ревертер исп. Juan Navarro Reverter                                                   | 31 декабря 1912 года  | 13 июня 1913 года     | 164 дня         | Либерал      | Альваро де Фигероа-и-Торрес      | Король Альфонсо XIII (1886—1931)                                               |
|                             |         | Антонио Лопес Муньос исп. Antonio López Muñoz                                                      | 13 июня 1913 года     | 27 октября 1913 года  | 136 дней        | Либерал      | Альваро де Фигероа-и-Торрес      | Король Альфонсо XIII (1886—1931)                                               |
|                             |         | Сальвадор Бермудес де Кастро О’Лавлор исп. Salvador Bermúdez de Castro O'Lawlor                    | 27 октября 1913 года  | 9 декабря 1915 года   | 2 года 43 дня   | Консерватор  | Эдуардо Дато-и-Ирадиер           | Король Альфонсо XIII (1886—1931)                                               |
|                             |         | Мигель Вильянуэва-и-Гомес исп. Miguel Villanueva y Gómez                                           | 9 декабря 1915 года   | 25 февраля 1916 года  | 78 дней         | Либерал      | Альваро де Фигероа-и-Торрес      | Король Альфонсо XIII (1886—1931)                                               |
|                             |         | Альваро де Фигероа-и-Торрес                                                                        | 25 февраля 1916 года  | 30 апреля 1916 года   | 65 дней         | Либерал      | Альваро де Фигероа-и-Торрес      | Король Альфонсо XIII (1886—1931)                                               |
|                             |         | Амалио Химено-и-Кабаньяс исп. Amalio Gimeno y Cabañas                                              | 30 апреля 1916 года   | 19 апреля 1917 года   | 354 дня         | Либерал      | Альваро де Фигероа-и-Торрес      | Король Альфонсо XIII (1886—1931)                                               |
|                             |         | Хуан Альварадо и дель Сас исп. Juan Alvarado y del Saz                                             | 19 апреля 1917 года   | 11 июня 1917 года     | 53 дня          | Либерал      | Мануэль Гарсия Прието            | Король Альфонсо XIII (1886—1931)                                               |
|                             |         | Сальвадор Бермудес де Кастро О’Лавлор                                                              | 11 июня 1917 года     | 3 ноября 1917 года    | 145 дней        | Консерватор  | Эдуардо Дато-и-Ирадиер           | Король Альфонсо XIII (1886—1931)                                               |
|                             |         | Мануэль Гарсия Прието                                                                              | 3 ноября 1917 года    | 2 марта 1918 года     | 119 дней        | Либерал      | Мануэль Гарсия Прието            | Король Альфонсо XIII (1886—1931)                                               |
|                             |         | Эдуардо Дато-и-Ирадиер исп. Eduardo Dato Iradier                                                   | 2 марта 1918 года     | 9 ноября 1918 года    | 252 дня         | Консерватор  | Антонио Мауро                    | Король Альфонсо XIII (1886—1931)                                               |
|                             |         | Альваро де Фигероа-и-Торрес                                                                        | 9 ноября 1918 года    | 15 апреля 1919 года   | 216 дней        | Либерал      | Мануэль Гарсия Прието            | Король Альфонсо XIII (1886—1931)                                               |
| Альваро де Фигероа-и-Торрес |         | Альваро де Фигероа-и-Торрес                                                                        | 9 ноября 1918 года    | 15 апреля 1919 года   | 216 дней        | Либерал      |                                  | Король Альфонсо XIII (1886—1931)                                               |
|                             |         | Мануэль Гонсалес Онтория исп. Manuel González Hontoria                                             | 15 апреля 1919 года   | 20 июля 1919 года     | 96 дней         | Консерватор  | Антонио Маура                    | Король Альфонсо XIII (1886—1931)                                               |
|                             |         | Сальвадор Бермудес де Кастро О’Лавлор                                                              | 20 июля 1919 года     | 14 августа 1921 года  | 2 года 25 дней  | Консерватор  | Хоакин Санчес де Тока            | Король Альфонсо XIII (1886—1931)                                               |
| Мануэль Альендесалазар      |         | Сальвадор Бермудес де Кастро О’Лавлор                                                              | 20 июля 1919 года     | 14 августа 1921 года  | 2 года 25 дней  | Консерватор  |                                  | Король Альфонсо XIII (1886—1931)                                               |
| Эдуардо Дато-и-Ирадиер      |         | Сальвадор Бермудес де Кастро О’Лавлор                                                              | 20 июля 1919 года     | 14 августа 1921 года  | 2 года 25 дней  | Консерватор  |                                  | Король Альфонсо XIII (1886—1931)                                               |
| Габино Бугальяль и Араухо   |         | Сальвадор Бермудес де Кастро О’Лавлор                                                              | 20 июля 1919 года     | 14 августа 1921 года  | 2 года 25 дней  | Консерватор  |                                  | Король Альфонсо XIII (1886—1931)                                               |
| Мануэль Альендесалазар      |         | Сальвадор Бермудес де Кастро О’Лавлор                                                              | 20 июля 1919 года     | 14 августа 1921 года  | 2 года 25 дней  | Консерватор  |                                  | Король Альфонсо XIII (1886—1931)                                               |
|                             |         | Мануэль Гонсалес Онтория                                                                           | 14 августа 1921 года  | 20 марта 1922 года    | 218 дней        | Консерватор  | Антонио Маура                    | Король Альфонсо XIII (1886—1931)                                               |
|                             |         | Хоакин Фернандес Прида исп. Joaquín Fernández Prida                                                | 15 марта 1922 года    | 4 декабря 1922 года   | 264 дня         | Консерватор  | Хосе Санчес Гуэрра               | Король Альфонсо XIII (1886—1931)                                               |
|                             |         | Франсиско Бергамин Гарсия исп. Francisco Bergamín García                                           | 4 декабря 1922 года   | 7 декабря 1922 года   | 3 дня           | Консерватор  | Хосе Санчес Гуэрра               | Король Альфонсо XIII (1886—1931)                                               |
|                             |         | Сантьяго Альба Бонифас исп. Santiago Alba Bonifaz                                                  | 7 декабря 1922 года   | 15 сентября 1923 года | 282 дня         | Либерал      | Мануэль Гарсия Прието            | Король Альфонсо XIII (1886—1931)                                               |
|                             |         | Фернандо Эспиноса де лос Монтерос и Бермехильо исп. Fernando Espinosa de los Monteros y Bermejillo | 15 сентября 1923 года | 3 декабря 1925 года   | 2 года 79 дней  | Беспартийный | Диктатура Мигеля Примо де Ривера | Король Альфонсо XIII (1886—1931)                                               |
|                             |         | Хосе де Янгуас Мессия исп. José de Yanguas Messía                                                  | 3 декабря 1925 года   | 20 февраля 1927 года  | 1 год 79 дней   | Патриот      | Диктатура Мигеля Примо де Ривера | Король Альфонсо XIII (1886—1931)                                               |
|                             |         | Мигель Примо де Ривера исп. Miguel Primo de Rivera                                                 | 20 февраля 1927 года  | 30 января 1930 года   | 2 года 344 дня  | Патриот      | Диктатура Мигеля Примо де Ривера | Король Альфонсо XIII (1886—1931)                                               |
|                             |         | Дамасо Беренгер исп. Dámaso Berenguer                                                              | 30 января 1930 года   | 22 февраля 1930 года  | 23 дня          | Беспартийный | Диктатура Дамасо Беренгера       | Король Альфонсо XIII (1886—1931)                                               |
|                             |         | Хакобо Фитц-Джеймс Стюарт и Фалько исп. Jacobo Fitz-James Stuart y Falcó                           | 22 февраля 1930 года  | 18 февраля 1931 года  | 361 день        | Беспартийный | Диктатура Дамасо Беренгера       | Король Альфонсо XIII (1886—1931)                                               |
|                             |         | Альваро де Фигероа-и-Торрес                                                                        | 18 февраля 1931 года  | 14 апреля 1931 года   | 55 дней         | Монархист    | Хуан Баутиста Аснар и Кабаньяс   | Король Альфонсо XIII (1886—1931)                                               |

### Вторая Испанская республика
| Политический спектр                                                                                             |
| --- |
| Радикальные республиканцы Социалисты Республиканцы Аграрии Правые республиканцы Левые республиканцы Независимые |

Курсивом и серым цветом выделены лица, временно замещавшие должность.
|                         | Портрет                                    | Фамилия                                               | Срок полномочий                                        | Срок полномочий                                              | Срок полномочий       | Партия                    | Кабинет                        | Президент                       |
| Вступил в должность     | Портрет                                    | Фамилия                                               | Покинул должность                                      | Дни                                                          |                       | Партия                    | Кабинет                        | Президент                       |
| ----------------------- | ------------------------------------------ | ----------------------------------------------------- | ------------------------------------------------------ | ------------------------------------------------------------ | --------------------- | ------------------------- | ------------------------------ | ------------------------------- |
|                         |                                            | Алехандро Леррус Гарсия исп. Alejandro Lerroux García | 14 апреля 1931 года                                    | 16 декабря 1931 года                                         | 246 дней              | Радикальные республиканцы | Нисето Алькала Самора-и-Торрес |                                 |
| Мануэль Асанья-и-Диас   | Нисето Алькала Самора-и-Торрес (1931—1936) | Алехандро Леррус Гарсия исп. Alejandro Lerroux García | 14 апреля 1931 года                                    | 16 декабря 1931 года                                         | 246 дней              | Радикальные республиканцы |                                |                                 |
| Мануэль Асанья-и-Диас   | Нисето Алькала Самора-и-Торрес (1931—1936) |                                                       |                                                        | Луис де Сулуэта исп. Luis de Zulueta                         | 16 декабря 1931 года  | 12 июня 1933 года         | 1 год 178 дней                 | Радикальные республиканцы       |
| Мануэль Асанья-и-Диас   | Нисето Алькала Самора-и-Торрес (1931—1936) |                                                       |                                                        | Фернандо де лос Риос Уррути исп. Fernando de los Ríos Urruti | 12 июня 1933 года     | 12 сентября 1933 года     | 92 дня                         | Социалист                       |
|                         | Нисето Алькала Самора-и-Торрес (1931—1936) |                                                       | Клаудио Санчес-Альборнос исп. Claudio Sánchez-Albornoz | 12 сентября 1933 года                                        | 16 декабря 1933 года  | 95 дней                   | Республиканцы                  | Алехандро Леррус Гарсия         |
| Диего Мартинес Баррио   | Нисето Алькала Самора-и-Торрес (1931—1936) |                                                       | Клаудио Санчес-Альборнос исп. Claudio Sánchez-Albornoz | 12 сентября 1933 года                                        | 16 декабря 1933 года  | 95 дней                   | Республиканцы                  |                                 |
|                         | Нисето Алькала Самора-и-Торрес (1931—1936) |                                                       | Леандро Пита исп. Leandro Pita                         | 16 декабря 1933 года                                         | 4 октября 1934 года   | 292 дня                   | Независимый                    | Алехандро Леррус Гарсия         |
| Рикардо Сампер Ибаньес  | Нисето Алькала Самора-и-Торрес (1931—1936) |                                                       | Леандро Пита исп. Leandro Pita                         | 16 декабря 1933 года                                         | 4 октября 1934 года   | 292 дня                   | Независимый                    |                                 |
|                         | Нисето Алькала Самора-и-Торрес (1931—1936) |                                                       | Рикардо Сампер Ибаньес исп. Ricardo Samper Ibáñez      | 4 октября 1934 года                                          | 16 февраля 1935 года  | 135 дней                  | Радикальные республиканцы      | Алехандро Леррус Гарсия         |
|                         | Нисето Алькала Самора-и-Торрес (1931—1936) |                                                       | Хуан Хосе Роча Гарсия исп. Juan José Rocha García      | 16 февраля 1935 года                                         | 25 сентября 1935 года | 221 день                  | Радикальные республиканцы      | Алехандро Леррус Гарсия         |
|                         | Нисето Алькала Самора-и-Торрес (1931—1936) |                                                       | Алехандро Леррус Гарсия                                | 25 сентября 1935 года                                        | 29 октября 1935 года  | 34 дня                    | Радикальные республиканцы      | Хоакин Чапаприета и Торрегроса  |
|                         | Нисето Алькала Самора-и-Торрес (1931—1936) |                                                       | Хосе Мартинес де Веласко исп. José Martínez de Velasco | 29 октября 1935 года                                         | 30 декабря 1935 года  | 62 дня                    | Аграрий                        | Мануэль Портела Вальядарес      |
|                         | Нисето Алькала Самора-и-Торрес (1931—1936) |                                                       | Хоакин Урсаис Кадаваль исп. Joaquín Urzáiz Cadaval     | 30 декабря 1935 года                                         | 19 февраля 1936 года  | 51 день                   | Правый республиканец           | Мануэль Портела Вальядарес      |
|                         |                                            | Аугусто Барсия Трельес исп. Augusto Barcia Trelles    | 19 февраля 1936 года                                   | 18 июля 1936 года                                            | 150 дней              | Левый республиканец       | Мануэль Асанья Диас            | Мануэль Асанья Диас (1936—1939) |
| Аугусто Барсия Трельес  |                                            | Аугусто Барсия Трельес исп. Augusto Barcia Trelles    | 19 февраля 1936 года                                   | 18 июля 1936 года                                            | 150 дней              | Левый республиканец       |                                | Мануэль Асанья Диас (1936—1939) |
| Сантьяго Касарес Кирога |                                            | Аугусто Барсия Трельес исп. Augusto Barcia Trelles    | 19 февраля 1936 года                                   | 18 июля 1936 года                                            | 150 дней              | Левый республиканец       |                                | Мануэль Асанья Диас (1936—1939) |
|                         |                                            | Хустинo де Аскарете исп. Justino de Azcárate          | 18 июля 1936 года                                      | 19 июля 1936 года                                            | 1 день                | Правый республиканец      | Диего Мартинес Баррио          | Мануэль Асанья Диас (1936—1939) |
|                         |                                            | Аугусто Барсия Трельес                                | 19 июля 1936 года                                      | 4 сентября 1936 года                                         | 47 дней               | Левый республиканец       | Хосе Хираль                    | Мануэль Асанья Диас (1936—1939) |
|                         |                                            | Хулио Альварес дель Вайо исп. Julio Álvarez del Vayo  | 4 сентября 1936 года                                   | 17 мая 1937 года                                             | 255 дней              | Социалист                 | Франсиско Ларго Кабальеро      | Мануэль Асанья Диас (1936—1939) |
|                         |                                            | Хосе Хираль исп. José Giral                           | 17 мая 1937 года                                       | 5 апреля 1938 года                                           | 323 дня               | Левый республиканец       | Хуан Негрин                    | Мануэль Асанья Диас (1936—1939) |
|                         |                                            | Хулио Альварес дель Вайо                              | 5 апреля 1938 года                                     | 6 марта 1939 года                                            | 335 дней              | Социалист                 | Хуан Негрин                    |                                 |
|                         |                                            | Хулиан Бестейро исп. Julián Besteiro                  | 6 марта 1939 года                                      | 26 марта 1939 года                                           | 20 дней               | Социалист                 | Совет национальной обороны     |                                 |

## Министр иностранных дел Испании (1936—наст. вр.)

### Франкистская Испания(1936—1975)
| Политический спектр                       |
| ----------------------------------------- |
| Независимые Военные Национальное движение |

|                            | Портрет | Фамилия                                                             | Срок полномочий      | Срок полномочий      | Срок полномочий | Партия                | Кабинет                 | Глава государства                                        |
| Вступил в должность        | Портрет | Фамилия                                                             | Покинул должность    | Дни                  |                 | Партия                | Кабинет                 | Глава государства                                        |
| -------------------------- | ------- | ------------------------------------------------------------------- | -------------------- | -------------------- | --------------- | --------------------- | ----------------------- | -------------------------------------------------------- |
|                            |         | Франсиско Серрат и Бонастре исп. Francisco Serrat y Bonastre        | 5 октября 1936 года  | 22 апреля 1937 года  | 199 дней        | Независимый           | Фидель Давила Аррондо   | Франсиско Франко Каудильо (1936—1975) Регент (1946—1975) |
|                            |         | Мигель Анхель де Мугиро исп. Miguel Ángel de Muguiro                | 5 октября 1936 года  | 22 апреля 1937 года  | 199 дней        | Независимый           | Фидель Давила Аррондо   | Франсиско Франко Каудильо (1936—1975) Регент (1946—1975) |
|                            |         | Франсиско Гомес-Хордана исп. Francisco Gómez-Jordana                | 22 апреля 1937 года  | 9 августа 1939 года  | 2 года 109 дней | Военный               | Франсиско Гомес-Хордана | Франсиско Франко Каудильо (1936—1975) Регент (1946—1975) |
| Франсиско Франко           |         | Франсиско Гомес-Хордана исп. Francisco Gómez-Jordana                | 22 апреля 1937 года  | 9 августа 1939 года  | 2 года 109 дней | Военный               |                         | Франсиско Франко Каудильо (1936—1975) Регент (1946—1975) |
|                            |         | Хуан Луис Бейгбедер исп. Juan Luis Beigbeder                        | 9 августа 1939 года  | 16 октября 1940 года | 1 год 68 дней   | Национальное движение |                         | Франсиско Франко Каудильо (1936—1975) Регент (1946—1975) |
|                            |         | Рамон Серрано Суньер исп. Ramón Serrano Súñer                       | 16 октября 1940 года | 3 сентября 1942 года | 1 год 322 дня   | Национальное движение |                         | Франсиско Франко Каудильо (1936—1975) Регент (1946—1975) |
|                            |         | Франсиско Гомес-Хордана                                             | 3 сентября 1942 года | 3 августа 1944 года  | 1 год 335 дней  | Национальное движение |                         | Франсиско Франко Каудильо (1936—1975) Регент (1946—1975) |
|                            |         | Хосе Феликс де Лекерика исп. José Félix de Lequerica                | 3 августа 1944 года  | 20 июля 1945 года    | 351 день        | Национальное движение |                         | Франсиско Франко Каудильо (1936—1975) Регент (1946—1975) |
|                            |         | Альберто Мартин-Артахо Альварес исп. Alberto Martín-Artajo Альварес | 20 июля 1945 года    | 25 февраля 1957 года | 11 лет 220 дней | Национальное движение |                         | Франсиско Франко Каудильо (1936—1975) Регент (1946—1975) |
|                            |         | Фернандо Мария Кастиэлья исп. Fernando María Castiella              | 25 февраля 1957 года | 29 октября 1969 года | 12 лет 246 дней | Национальное движение |                         | Франсиско Франко Каудильо (1936—1975) Регент (1946—1975) |
|                            |         | Грегорио Лопес-Браво исп. Gregorio López-Bravo                      | 29 октября 1969 года | 11 июня 1973 года    | 3 года 225 дней | Национальное движение |                         | Франсиско Франко Каудильо (1936—1975) Регент (1946—1975) |
|                            |         | Лауреано Лопес Родо исп. Laureano López Rodó                        | 11 июня 1973 года    | 3 января 1974 года   | 357 дней        | Национальное движение | Луис Карреро Бланко     | Франсиско Франко Каудильо (1936—1975) Регент (1946—1975) |
| Торкуато Фернандес-Миранда |         | Лауреано Лопес Родо исп. Laureano López Rodó                        | 11 июня 1973 года    | 3 января 1974 года   | 357 дней        | Национальное движение |                         |                                                          |
| Карлос Ариас Наварро       |         | Лауреано Лопес Родо исп. Laureano López Rodó                        | 11 июня 1973 года    | 3 января 1974 года   | 357 дней        | Национальное движение |                         |                                                          |
|                            |         | Педро Кортина Маури исп. Pedro Cortina Mauri                        | 3 января 1974 года   | 11 июня 1975 года    | 1 год 313 дней  | Национальное движение |                         |                                                          |

1. 1 2  Секретарь иностранных дел Технического совета государства (во время Гражданской войны исполнял роль правительства на территориях, контролируемых франкистами).
2. ↑  Входил в состав Технического совета государства. 30 января 1938 года был утверждён в качестве первого министра иностранных дел Франкистской Испании.

### Королевство Испания (1975—наст. вр.)
| Espectro político                                            |
| ------------------------------------------------------------ |
| Независимые Националисты Центристы Социалисты Правоцентристы |

Курсивом и серым цветом выделены лица, временно замещавшие должность.
|                         | Портрет | Фамилия                                                        | Срок полномочий      | Срок полномочий      | Срок полномочий | Партия        | Кабинет                     | Король                    |
| Вступил в должность     | Портрет | Фамилия                                                        | Покинул должность    | Дни                  |                 | Партия        | Кабинет                     | Король                    |
| ----------------------- | ------- | -------------------------------------------------------------- | -------------------- | -------------------- | --------------- | ------------- | --------------------------- | ------------------------- |
|                         |         | Хосе Мария де Ареильса исп. José María de Areilza              | 11 декабря 1975 года | 7 июля 1976 года     | 209 дней        | Националист   | Карлос Ариас Наварро        | Хуан Карлос I (1975—2014) |
|                         |         | Марселино Ореха Агирре исп. Marcelino Oreja Aguirre            | 7 июля 1976 года     | 8 сентября 1980 года | 4 года 63 дня   | Центрист      | Адольфо Суарес Гонсалес     | Хуан Карлос I (1975—2014) |
|                         |         | Хосе Педро Перес-Льорка исп. José Pedro Pérez-Llorca           | 8 сентября 1980 года | 2 декабря 1982 года  | 1 год 277 дней  | Центрист      | Адольфо Суарес Гонсалес     | Хуан Карлос I (1975—2014) |
| Леопольдо Кальво-Сотело |         | Хосе Педро Перес-Льорка исп. José Pedro Pérez-Llorca           | 8 сентября 1980 года | 2 декабря 1982 года  | 1 год 277 дней  | Центрист      |                             | Хуан Карлос I (1975—2014) |
|                         |         | Фернандо Моран Лопес исп. Fernando Morán López                 | 2 декабря 1982 года  | 4 июля 1985 года     | 2 года 214 дней | Социалист     | Фелипе Гонсалес             | Хуан Карлос I (1975—2014) |
|                         |         | Франсиско Фернандес Ордоньес исп. Francisco Fernández Ordóñez  | 4 июля 1985 года     | 23 июня 1992 года    | 6 лет 355 дней  | Социалист     | Фелипе Гонсалес             | Хуан Карлос I (1975—2014) |
|                         |         | Хавьер Солана Мадарьяга исп. Javier Solana Madariaga           | 23 июня 1992 года    | 18 декабря 1995 года | 3 года 178 дней | Социалист     | Фелипе Гонсалес             | Хуан Карлос I (1975—2014) |
|                         |         | Карлос Вестендорп исп. Carlos Westendorp                       | 18 декабря 1995 года | 5 мая 1996 года      | 139 дней        | Социалист     | Фелипе Гонсалес             | Хуан Карлос I (1975—2014) |
|                         |         | Абель Матутес исп. Abel Matutes                                | 5 мая 1996 года      | 27 апреля 2000 года  | 3 года 358 дней | Правоцентрист | Хосе Мария Аснар            | Хуан Карлос I (1975—2014) |
|                         |         | Хосеп Пике-и-Кампс исп. Josep Piqué Camps                      | 27 апреля 2000 года  | 10 июля 2002 года    | 2 года 74 дня   | Правоцентрист | Хосе Мария Аснар            | Хуан Карлос I (1975—2014) |
|                         |         | Ана Паласио исп. Ana Palacio                                   | 10 июля 2002 года    | 17 апреля 2004 года  | 1 год 282 дня   | Правоцентрист | Хосе Мария Аснар            | Хуан Карлос I (1975—2014) |
|                         |         | Мигель Анхель Моратинос исп. Miguel Ángel Moratinos            | 17 апреля 2004 года  | 21 октября 2010 года | 6 лет 187 дней  | Социалист     | Хосе Луис Родригес Сапатеро | Хуан Карлос I (1975—2014) |
|                         |         | Тринидад Хименес исп. Trinidad Jiménez                         | 21 октября 2010 года | 21 декабря 2011 года | 1 год 61 день   | Социалист     | Хосе Луис Родригес Сапатеро | Хуан Карлос I (1975—2014) |
|                         |         | Хосе Мануэль Гарсия-Маргальо исп. José Manuel García-Margallo  | 21 декабря 2011 года | 4 ноября 2016 года   | 4 года 319 дней | Правоцентрист | Мариано Рахой               | Хуан Карлос I (1975—2014) |
|                         |         | Альфонсо Мария Дастис Кеседо исп. Alfonso María Dastis Quecedo | 4 ноября 2016 года   | 7 июня 2018 года     | 1 год 215 дней  | Независимый   | Мариано Рахой               | Филипп VI (2014—н. в.)    |
|                         |         | Жозеп Боррель исп. Josep Borrell                               | 7 июня 2018 года     | 29 ноября 2019 года  | 1 год 175 дней  | Социалист     | Педро Санчес                | Филипп VI (2014—н. в.)    |
|                         |         | Маргарита Роблес исп. Margarita Robles                         | 29 ноября 2019 года  | 13 января 2020 года  | 45 дней         | Социалист     | Педро Санчес                | Филипп VI (2014—н. в.)    |
|                         |         | Аранча Гонсалес Лайя исп. Arancha González Laya                | 13 января 2020 года  | 11 июля 2021 года    | 1 год 179 дней  | Независимый   | Педро Санчес                | Филипп VI (2014—н. в.)    |
|                         |         | Хосе Мануэль Альбарес Буэно исп. José Manuel Albares Bueno     | 11 июля 2021 года    | Действующий          | 3 года 244 дня  | Социалист     | Педро Санчес                | Филипп VI (2014—н. в.)    |